# Zimmer (bedrijf)
Zimmer was een eind 18e eeuw opgerichte metaal- en vanaf 1845 ook ijzergieterij, vanaf 1936 ook harderij, gevestigd te Amsterdam. Het bedrijf was bekend om zijn gietwerk van Amsterdams straatmeubilair en de tijdelijke vervaardiging en reparatie van luidklokken.

## Beginperiode
Circa 1788 vestigt de uit Oberweiler afkomstige Hendrik Zimmer (1764-1807) een kopergieterij aan de 2e Laurierdwarsstraat die hij in 1799 verplaatst naar de Kerkstraat. Zoon Johannes Zimmer (Amsterdam, 1790-1859) verplaatst bedrijf en woning rond 1820 naar de Bloemgracht. In 1833 wordt hij eigenaar van de voormalige Stadsmetseltuin aan het Raamplein. Hij vestigt hier zijn kopergieterij, hij gaat er zelf met zijn gezin wonen.
In 1845 zet Johannes met de twee oudste zonen, Johan jr. (Amsterdam, 1822-1853) en Jacobus (Amsterdam, 1824-1891) de zaak voort onder de naam Js. Zimmer & Zonen. Deze wordt dan ook uitgebreid met een ijzergieterij. De ijzergieterij wordt al gauw het belangrijkste bedrijfsonderdeel. Deze levert constructiewerken als bruggen (basculebrug Prinsengracht 1868) maar ook siergietwerk op bestelling als candelabres voor de stadsschouwburg van de hoofdstad (1875). Ook wordt er een ketelmakerij annex machinefabriek (1850) eraan verbonden. Het bedrijf ontwikkelt zich tot een middelgroot bedrijf met 50 arbeiders in 1857 en 65 in 1889.
In 1872 zet Jacob Jzn samen met zijn broer Karel Frederik (Amsterdam, 1828-1905) het bedrijf voort. De onderneming blijft een familiebedrijf, in 1899 voortgezet door Johannes (Amsterdam, 1863-1945), Jacobus (Amsterdam, 1867-1917) en Willem George Lodewijk (Amsterdam, 1870-1950). Zij hadden naast praktijkervaring in het eigen bedrijf ook scholing en ervaring elders opgedaan. In 1884 verhuist de ijzergieterij en machinefabriek van de Schans naar een terrein aan de Korte Bleekerstraat,  bij de Wiegbrug in het huidige stadsdeel West.

## 20e eeuw
Het bedrijf is begin 20e eeuw nog steeds een middelgroot bedrijf, met 86 werklieden in 1912. In 1926 wordt Zimmer een naamloze vennootschap met een kapitaal van fl. 800.000 onder directie van Johannes Zimmer en later dat jaar Willem George Lodewijk Zimmer als mededirecteur. De kopergieterij aan het Raamplein wordt circa 1940 stopgezet, de ijzergieterij en de machinefabriek (onder de naam de Snelheid) blijven wat op oude voet doorgaan onder de naam N.V. IJzergieterij en Machinefabriek Zimmer & Zonen. Totdat in de crisisjaren een voor Nederland nieuwe, lonende bedrijfsactiviteit wordt opgezet: een loonharderij (1936). In 1940 wordt Herman Theodorus Zimmer directeur.
De afdeling harding wordt in 1951 uitgebreid met een staalharderij die vervolgens ook het vlamharden ter hand neemt. Dit wordt de hoofdactiviteit en uiteindelijk enige activiteit. Dit gebeurt in samenwerking met AB Bofors onder de naam Zimmer-Bofors. Zimmer-Bofors opent twee filialen, een in Rotterdam en een in Hengelo.
In 1968 verhuist het bedrijf naar de Joan Muyskenweg op het Industrieterrein Amstel, waarbij de ijzergieterij wordt opgeheven nadat al eerder in 1967 de machinefabriek was gesloten. In 1972 wordt de nv omgezet in een bv en het kapitaal verminderd tot fl. 160.000. In 1973 volgt een totale liquidatie en opheffing van Js Zimmer en Zonen. In 1977 draagt Zimmer Bofors NV te Amsterdam haar staalharderijen in Hengelo, Rotterdam en Amsterdam over aan BV Staalharderij Neve te Diemen. Die zet de bedrijven in Hengelo en Rotterdam op dezelfde voet voort, de activiteiten van de Amsterdamse vestiging worden gestaakt en door Neve overgenomen. Ondertussen is in 1976 het gehele fabriekscomplex van Zimmer en Zonen aan de Korte Bleekerstraat gesloopt.